# Delfzijl
Delfzijl (groninguès: Delfziel) és un municipi de la província de Groningen, al nord dels Països Baixos. L'1 de gener del 2009 tenia 26.752 habitants repartits sobre una superfície de 227,48 km² (dels quals 94,49 km² corresponen a aigua).

## Nuclis de població
Amsweer, Arwerd, Baamsum, Bierum, Biessum, Binnen Ae, Borgsweer, Dallingeweer, Dekkershuizen, Delfzijl, Farmsum, Feldwerd, Fiemel, Geefsweer, Godlinze, Heveskes, Heveskesklooster, Ideweer, Holwierde, Krewerd, Ladysmith, Lalleweer, Losdorp, Meedhuizen, Nansum, Naterij, Nooitgedacht, Opmeeden, Oterdum, Polen, Spijk, Termunten, Termunterzijl, Tuikwerd, Tuikwerderrak, Tweehuizen, Uiteinde, Uitwierde, Vierburen, Vierhuizen, Wagenborgen, Wartum, Weiwerd, Woldendorp en Zeshuizen.
Els principals nuclis són
| Nom                        | Població (2005) |
| -------------------------- | --------------- |
| Delfzijl                   | 17.080          |
| Farmsum                    | 2.510           |
| Wagenborgen                | 1.910           |
| Spijk                      | 1.250           |
| Holwierde                  | 1.040           |
| (font: CBS Població - PDF) |                 |

## Administració
El consistori actual, després de les eleccions municipals de 2007, és dirigit per la socialista Emme Groot. El consistori consta de 21 membres, compost per:
- Partit del Treball, (PvdA) 9 escons
- ChristenUnie, 4 escons
- Crida Demòcrata Cristiana, (CDA) 3 escons
- Partit Popular per la Llibertat i la Democràcia, (VVD) 2 escons
- Llista Stulp, 2 escons
- Partit del Nord, 1 escó

## Agermanaments
- Shunan
- Zelzate
- Aubenas
- Schwarzenbek
- Sierre
- Cesenatico